# 中國新左派
中国新左派是中国大陆自20世紀90年代起出現的多元化的左翼政治理念。由於運動的多樣性，新左派一詞存在歧義，一般來說，新左翼可以應用於擁護社會主義意識形態的左派理論、理想和傳統的人，其他批評後現代主義和新自由主義的人也會用這個詞稱呼這些群體。
新左派與毛主義或资本主义的關係均较为複雜。儘管一些學派認為新左派希望回歸毛澤東時代的群眾政治運動並放棄資本主義，但还有一部分人認為中国新左派將資本主義的開放市場與社會主義元素（特別是在中國農村）結合起來。

## 词源及定义

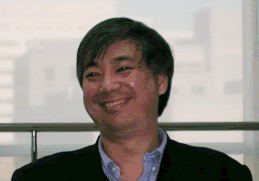
崔之元是最早被称为中国“新左翼”的人

据李扬考证，中国“新左派”的称谓最早出现在1994年7月21日，这一天的《北京青年报》上，杨平在评价崔之元的文章“新进化论·分析的马克思主义·批判法学·中国现实”时表示中国出现了“新左派”。随后，汪晖在《天涯》上发表的文章《当代中国的思想状况与现代性问题》拉开了新左派与自由派的论战。
一些被认为属于中国新左派阵营的人曾拒绝使用这个词描述自己，或对这个词抱有负面态度。汪晖本人一开始反对用“新左派”和“自由主义”来描述知识界的论战，表示这是“给别人戴帽子的方式”。崔之元、甘阳、王绍光一开始都不使用这个词描述自己的立场。
新权威主义理论家萧功秦在2002年定义中国的“新左派”为“以西方左翼社会主义思想理论为基础，以平等与公平为核心价值，把中国走向市场经济的转型过程中的社会分层化、社会失范与社会问题理解为资本主义社会矛盾的体现，并以平均主义社会主义作为解决中国问题的基本选择的社会思潮”。马立诚2012年在《当代中国八种社会思潮》一书中表示中国的新左派不是一个目标明确的统一群体，他们的大部分理论来自于西方的新左派，但也有继承本土老左派的思想，其与老左派的区别在于更注重新马克思主义、后殖民主义和后现代主义，相对轻视阶级斗争、计划经济。
区龙宇在2018年时将新左派划分为两类，新左派学者和新左派学生；赵鼎新在2019年时则将中国当代的左派思潮大概分为四类（新左派、老左派、学生左派和双面人左派），同时表示四类人之间存在一定重叠。自由亚洲电台2023年2月报道，在白纸运动后，一些左翼青年开始以“新新左派”自称，以示与汪晖等人的国家主义倾向不同。

## 起源
在1980年代民主化運動失敗、1992年鄧小平南巡和1992年中共十四大之後，學者和媒體人物開始對市場化及其後果採取更為批判的立場——包括（但不限於）沿海和內陸地區、城市和農村地區以及富人和窮人之間的社会地位及經濟上的不平等。根據新左派理論，市場經濟的挑戰源於中國經濟改革下的市場經濟已成為占主導地位的經濟體系；中國的社會主義經濟改革已將中國帶入全球資本主義領域。
中国新左派的發展與鄧小平時代在世界舞台上低調存在後中國民族主義的增強有關。它被視為對中國自20世紀80年代以來在其現代化建設過程中所面臨的問題的回應，因为中国的现代化进程導致了沿海和腹地之間以及貧富之間的社會不平等日益加劇。有學者認為，基於20世紀獨特而劇烈的經濟和政治變革，中國不能採用許多西方國家的社會民主、資本主義模式。中國新左派關注國家的社會不平等問題。有學者認為，雖然運動尚不成熟，但很可能在21世紀嵌入中國社會（假設兩極分化繼續下去）。罢工、静坐、温和的公民不服从等行动，由于政府镇压而零星出现，并且可能随着新左派的发展而变得更有组织。
中国新左派对现行资本主义体系大体均持怀疑态度和批评态度，但在政治和经济观点上存在着明显不同的分野。一方面，崔之元、汪晖等新左派支持者对自由主义和民主资本主义持怀疑态度。另一方面，根据张旭东的说法，“中国学术界提倡新政式的经济和社会政策的学者在1980年代被认为是‘自由主义’的，但到20世纪末又被认为是‘新左派’的。” 这种流变表明，部分新左派提出的理想与1980年代的民主社会主义有相似之处。

## 理論

### 经济
經濟學在中國新左派中佔有重要地位，其發展與中國的經濟改革密切相關。許多新左派的支持者普遍認為，應該找到一種左翼經濟模式來解決中國對出口和儲蓄的依賴，縮小城鄉之間日益擴大的經濟差距，並通過公有製和國家計劃刺激私營企業。在大多數社會民主計劃中應用的資本主義自由市場模式是不可取的，因為它沒有挑戰和改革現有的市場經濟和代議制民主，而是試圖緩和結構分裂和等級制度的社會後果。一個合適的、可持續的市場模式對中國的左翼運動至關重要。例如，新左派经济学家崔之元认为，基于詹姆斯·米德和约翰·凯恩斯的劳资合伙关系可以为劳动力市场引入一些灵活性：外部股东持有股权证书；工人拥有劳动证和股票证，取代了固定工资，减少了工人和资本家之间的利益冲突，因为任何改善一个群体的决定（通过提高其股票的股息）都会自动提高另一组股票的股息。同时，许多新左派知识分子对集体计划经济充满信心，期待农村工业化。
新左派学者对于中国农村的情况同样存在不满，他们视市场经济改革对农村造成的破坏为其最大缺陷，并引其为论据。

### 政治
中国新左派的政治观点存在不同分野。汪晖、甘阳、崔之元等都赞成民主，但关于如何实现民主则看法不一。一些中国新左派主张采用文化大革命时代的经验和《鞍钢宪法》实现民主和经济民主。王绍光认为普选并不民主，而群众路线反倒更贴近民主。许纪霖写道，新左派不满意“自由主义”者所强调的“消极自由”和“间接民主”，批评称这些表面平等的“消极自由”只是少数权贵能够享受的“自由”，而与广大民众无涉，他们要进一步落实能够保障一般平民广泛参与公共生活的“积极自由”和“直接民主”，并通过国家强有力的干预真正落实自由与民主的基本条件。陈子明在文章中批评新左派不注重民主，同时批评汪晖在《再论当代中国大陆的思想状况与现代性问题》对民主这一论题的回避。而另一部分中国新左派自次贷危机以来倾向于拒斥人权和普世价值等海外被认为具有重要地位的概念，这些理论家主张建立一个与西方知识传统分开的威权主义政府。丁学良在2010年时批评中国新左派过度注重国家干预，称“中国根本就没有新左派”，因为“新左派的首要主张就是人权大于主权”。
中国的新左派和老左派之间的关系也较为复杂，萧功秦在文章中写道：
|  | 一般而言，他们并未表现出在现体制条件下参与政治的直接兴趣与动向，而只是作为学者、作为一种新的意识形态形成过程的参与者在学术思想界活动。他们中的一些人经亲朋介绍、与原教旨主义的左派（即老左派）建立了若即若离的私下接触，前者要求复苏社会主义的观点也受到一些老左派人士私下的赞赏。但迄今为止，从总体上说，新左派知识分子与老左派官僚之间并不存在政治上的合流与合作。这首先是因为，在改革开放的大趋势下，老左派在社会上名声并不好，新左派若公开与之合流，会损害自己的社会名声，而且在政治上此举也颇犯忌。其次，对于受过现代西方社会科学理论训练的新左派博士们来说，老左派使用的列宁主义、斯大林主义的陈旧意识形态话语和教义已没有什么吸引力了。再次，老左派的党官僚主义式教条思想模式与新左派更具浪漫主义的社会主义价值观之间，其实存在着相当大的差异。最后，多数新左派学人并没有直接参与政治的意愿，因而对老左派拥有的政治资源也缺乏兴趣；即使个别新左派学人有兴趣参与政治，但老左派官僚已是退出政治中心的边缘人物，并没有多少政治资源可提供。 |

朱學勤、任剑涛及马立诚则称新左派和老左派之间存在合作，任剑涛写道：
|  | 此外，学术界的“极左派”与“新左派”已经混合为一体。以“第二次思想解放”命名的“新左派”学术探究，其实就是要对中共主导的改革开放进行清算，以走出所谓对西方发达国家的迷思为鹄的。他们的思想资源，当然是国际学术界的左倾思想。 |

### 中国传统文化
与1960年代海外新左派反传统文化、提倡国际主义的情况不同，1990年代的中国新左派运动与新儒家产生了一定的交集，后者主张恢复中国古代文化传统，如孝道。这两种意识形态都出现在1990年代后期，均是由于当时新自由主义在中国占主导地位而产生的民族主义产物，这导致部分新左派和新儒家越来越多地表现出一定程度的互惠。2015年哈佛大学和麻省理工学院研究人员的一篇论文写道，中国网民倾向于聚集成两个阵营，自由市场派倾向于国际主义和民主，而社会主义派倾向于亲传统文化和民族主义，这与海外保守派倾向于民族主义、进步派倾向于国际主义的现象相反，且中国网民的每个阵营都表现出高度的思想统一。

## 社會運動
據《金融時報》報導，2016年，几位專家估計，如果中國舉行自由選舉，新毛主義候選人將獲勝。這場毛主義復興運動先於習近平上任，他自己在表面上復興毛時代元素似乎是為了向新毛主義妥協。人們認為，新毛主義的日益流行是由於市場改革和全球化下日益嚴重的經濟錯位和不平等。海外观察认为，新毛主義者首先在胡錦濤時期聲名鵲起，当时他們通過烏有之鄉等網站對中共政策進行毛主义角度的攻擊。他們通過與太子黨出身的中共重慶市委書記薄熙來的聯繫擴大為政治運動，並成功地在鎮壓中倖存下來。相信中共領導層不願剷除這些團體，因為他們與中共歷史和意識形態有關。

### 江泽民时代
2000年，张广天导演的《切·格瓦拉》话剧在北京上演，不久后便被称为新左派话剧。

### 胡锦涛时代
2004年12月，张正耀、张汝泉等四名毛派在河南郑州散发了指责共产党抛弃工人阶级、严重腐化，呼吁回到毛泽东时代“社会主义道路”的传单，并在随后不久因此被逮捕并被秘密审判。该案随即引起轰动，中国全国各地的左派纷纷来到郑州抗议裁决结果。
一群工人和學生於2008年成立了中国毛泽东主义共产党，這是一個地下的、未被承認的政黨，反對執政的共產黨政府。

### 习近平时代

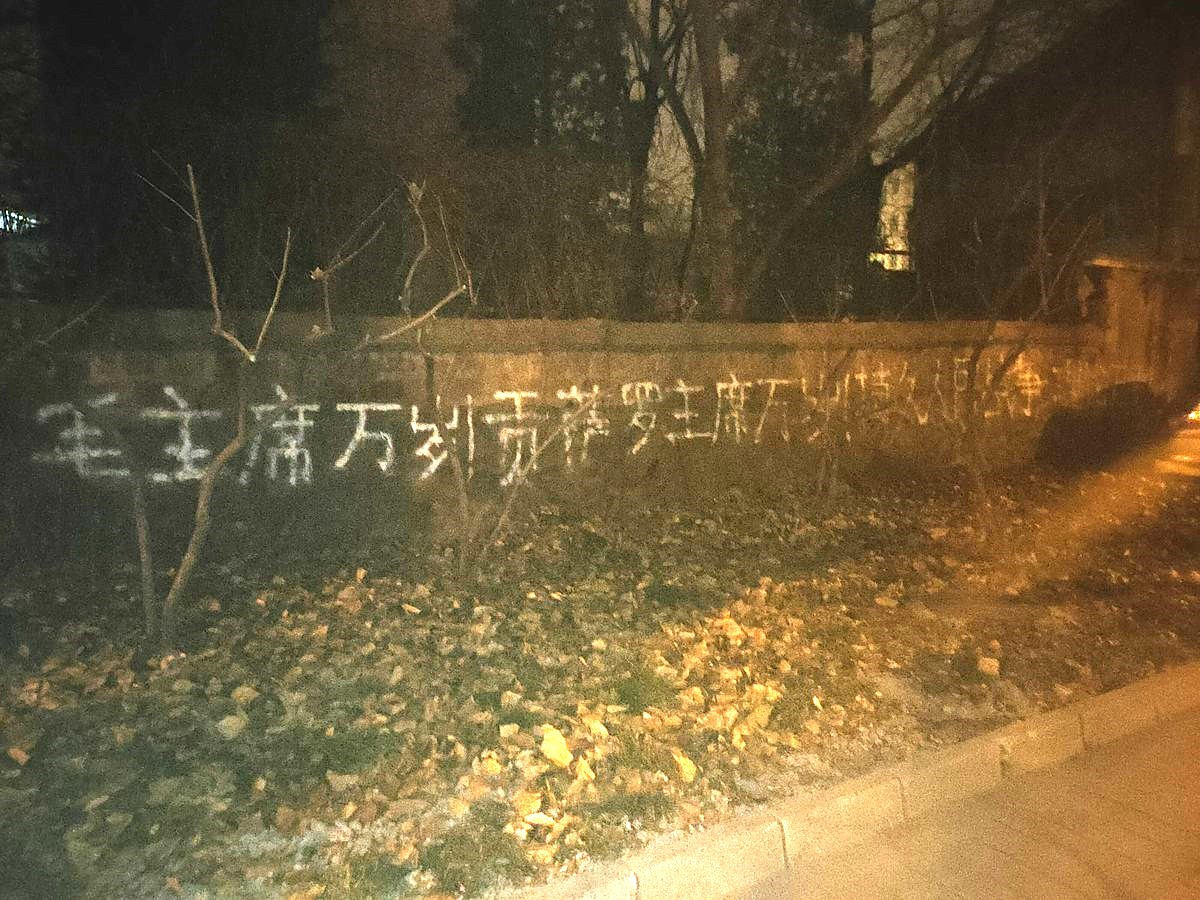
北京清華南路的涂鸦，上写“毛主席万岁！贡萨罗主席万岁！持久人民战争理论万岁！”，摄于2021年12月6日

習近平在2012年出任中共中央總書記執政後，毛主義和新毛主義在千禧一代和中國貧困人口中越來越受歡迎，外國媒體對他們的報導也越來越頻繁。由於中共對無產階級運動和抗議的鎮壓，黨與新左派之間的緊張局勢日益加劇。
2015年2月，来自中国全国各地13个省的毛主义者在洛阳召开会议，呼吁人民群众发动革命，扭转“修正主义上台所造成的资本主义复辟”，并声称得到了党内元老的支持。不久后许多参与会议的毛派被逮捕。
2017年11月，毛派學生張雲帆等人和一些工人因組織毛派沙龍在廣州被捕。
2018年文革開始52週年之際，來自中國各地的數十名新毛主義者聚集在香港舉行紀念活動，稱他們的活動在中國大陸被禁止。他們身著毛澤東時代的藍色軍裝，揮舞著鐮刀旗。這些毛派團體高度批評中共的市場經濟，他們聲稱這是造成不平等和腐敗加劇的罪魁禍首。
一些毛派學生參加了2018年7月至8月的佳士事件，支持工廠工人的權利。學生們組成了佳士工人声援团，其中包括＃MeToo倡導者岳昕。五十名學生随后被捕；他們下落不明。
習近平當局在對企業實施政治控制的同時，還推動了深圳更大程度的經濟自由化，深圳隨後被視為中國其他地區的典範。2020年9月，深圳市前市長、市委書記厉有为在香港《文汇报》上發表了一篇措辭嚴厲的評論，警告說由於左翼再次開始討論階級鬥爭，中國正處於經濟改革的十字路口。2021年6月，《纽约时报》报道称，受中国日益扩大的贫富差距和996工作制影响，毛泽东思想正在中国的Z世代青年中复兴，他们呼吁打倒资本家、“用路灯吊死资本家！”，甚至直接挑战中国政府的审查制度。
在2022年白紙運動中，部分新毛主义者参与示威并表达诉求。

## 批评
对中国新左派的批评主要集中于部分派别在发展过程中带有的民族保守主义与文化保守主义成分是否有悖于左翼意识形态体系，以及以此引申出的是否真正存在新左派的质疑。
北京大学哲学教授赵敦华在2019年时认为，中国语境中的“左”和“右”与西方大不相同，甚至相反，必须打引号。例如，“列奥·施特劳斯和卡尔·施密特的政治哲学在美国被用于强化传统宗教价值和国家权威，属于右派，但转口中国后，与批判现代性和反对启蒙主张相结合，成为‘新左派’重要的西学资源”。西方“新左派”把中国打着同样旗号的人引以为同道，乃“滑天下之大稽”。媒体人郭宇宽主张区分“左派”和“中国新左派”，因为“秦暉、艾未未等如果在西方的話，應被劃為純正的左派”，而法国极右翼勒庞的政治纲领放在中国一定会被当作“新左派”。

## 延伸阅读
- 公羊.  1. 北京: 中國社会科学出版社. 2003. ISBN 9787500439714 （中文（简体））.
- 卞悟.  (PDF). 二十一世紀評論. 2019-06, (173): 4–17  [2023-01-13]. （原始内容存档 (PDF)于2022-06-17） （中文（繁體））.
- 苒苒. . BBC News 中文. 2019-01-18  [2023-03-21]. （原始内容存档于2023-05-14） （中文（简体））.
- 丘琦欣. . 破土. 2016-03-03  [2022-12-14]. （原始内容存档于2021-01-24） （中文（繁體））.
- 杨潇; 杨媛. . 南方人物周刊. 2013-06-18  [2023-03-21]. （原始内容存档于2017-04-09） （中文（简体））.
- 丘琦欣. . 破土. 2016-03-04  [2022-12-14]. （原始内容存档于2022-12-14） （中文（繁體））.